# Kurt von Dewitz
Kurt Ludwig Karl von Dewitz (né le 29 novembre 1847 à Bromberg et mort le 2 mars 1925 à Naumbourg est un fonctionnaire et homme politique prussien, haut président de la province du Schleswig-Holstein et député de la Chambre des seigneurs de Prusse.

## Biographie
Issu de la famille noble Dewitz, ses parents sont le général de division prussien Hermann von Dewitz (de) (1813-1866) et sa femme Emma, née von Arnim (1828-1898).
Dewitz est administrateur de l'arrondissement de Dramburg de 1878 à 1884, puis de l'arrondissement du Rheingau de 1884 à 1890. En 1899, il devient président du district d'Erfurt, avant de devenir président du district de Francfort de 1903 à 1906.
De 1906 à 1907, il occupe le poste de haut président dans la province prussienne du Schleswig-Holstein.
Il se marie le 10 mars 1877 avec Lina Sutor (née en 1856).

## Récompenses
- Chevalier de l'ordre de Saint-Jean
- Ordre de l'Aigle rouge de 2e classe avec feuilles de chêne
- Commandeur de l'ordre du Faucon Blanc
- Croix d'honneur de Schwarzbourg de 1re classe